# LMS Journal of Computation and Mathematics
LMS Journal of Computation and Mathematics is een internationaal, aan collegiale toetsing onderworpen wetenschappelijk tijdschrift op het gebied van de wiskunde.
De afkorting LMS in de titel taat voor London Mathematical Society.
De naam wordt in literatuurverwijzingen meestal afgekort tot LMS. J. Comput. Math.
Het wordt uitgegeven door de London Mathematical Society; de verspreiding wordt verzorgd door Cambridge University Press.
Het tijdschrift is opgericht in 1998. Het verschijnt niet in druk, maar alleen online.